# Fortier (serie televisiva)
Fortier è una serie televisiva canadese di genere poliziesco, ideata da Fabienne Larouche e prodotta dal 2001 al 2004 da Aetios Production  Protagonista, nel ruolo di Anne Fortier, è l'attrice Sophie Lorain; altri interpreti principali sono Gilbert Sicotte, Pierre Lebeau, Jean-François Pichette e François Chénier.
La serie si compone di 5 stagioni, per un totale di 42 episodi, della durata di 45 minuti ciascuno. In Canada, la serie è stata trasmessa in prima visione dall'emittente televisiva TVA dal 3 febbraio 2000  al 1º aprile 2004; in Italia, la serie è stata trasmessa in prima visione a pagamento dall'emittente televisiva Jimmy dal 10 maggio 2007 e in chiaro dal Rai 1 dal 20 giugno 2007.

## Trama
Protagonista delle vicende è Anne Fortier, una giovane psicologa che fa parte della squadra criminale S.A.S. (acronimo di Service Anti-Sociopathesdi) di Montréal. Nelle indagini, la Fortier è coadiuvata dal tenente Gabriel Johnson e dagli ispettori Jean-Marie Dufour, Claude Mayrand ed Étienne Parent, che però non sempre sono in sintonia con lei.

## Episodi
| Stagione         | Puntate | Prima TV Germania | Prima TV Italia |
| ---------------- | ------- | ----------------- | --------------- |
| Prima stagione   | 10      | 2000              | 2007            |
| Seconda stagione | 8       |                   |                 |
| Terza stagione   | 8       |                   |                 |
| Quarta stagione  | 8       |                   |                 |
| Quinta stagione  | 8       |                   |                 |